# 巴甫洛夫斯科耶农村居民点
巴甫洛夫斯科耶农村居民点（俄语：Павловское сельское поселение）是俄罗斯联邦弗拉基米尔州苏兹达尔区所属的一个农村居民点。其下辖有22个居民点，行政中心为巴甫洛夫斯科耶。据2016年统计，该农村居民点的人口为7373人。